# Phoradendron validum
Phoradendron validum är en sandelträdsväxtart som beskrevs av Kuijt. Phoradendron validum ingår i släktet Phoradendron och familjen sandelträdsväxter. Inga underarter finns listade i Catalogue of Life.